# Giunta di castello
Le giunte di castello sono gli organi che reggono i castelli di San Marino. Svolgono le funzioni dei consigli comunali in Italia.
Le giunte sono state istituite nel con la legge 17 novembre 1945, n. 66 come "giunte ausiliarie"; con la legge 25 ottobre 1973, n. 36 hanno ricevuto l'attuale denominazione e dalla legge 30 novembre 1979, n. 75 sono elettive.
Esse sono elette dai residenti per cinque anni e sono composte da nove membri per i castelli con più di duemila abitanti e sette per quelli con popolazione inferiore ai duemila abitanti (art. 3 legge 24 febbraio 1994), dura in carica 5 anni.
Dal 17 settembre 2020 possono votare le giunte di castello anche gli stranieri residenti a San Marino da almeno dieci anni.

## Funzioni
Le giunte hanno scopi deliberativi, consultivi, promozionali, di controllo e di gestione dei servizi locali per l'ambito del territorio e della popolazione del castello. Inoltre:
- Svolgono la funzione di rilasciare il nulla osta preventivo sulla concessione o il trasferimento di licenze commerciali e artigianali da esercitare nel castello;
- Promuovono e coordinano iniziative culturali e di solidarietà sociale;
- Possono intervenire in materia di tutela ambientale;
- Possono promuovere i referendum ed esprimere pareri sul bilancio dello Stato;
- Possono stabilire rapporti diretti con enti e amministrazioni di altri Stati (col nulla osta delle Segreterie di Stato per gli affari esteri e per i rapporti con le giunte).

Sono presiedute e rappresentate dal capitano di castello, che, oltre convocare la giunta, dà esecuzione alle deliberazioni adottate, celebra i matrimoni civili, partecipa con diritto di voto alla commissione urbanistica.

## Giunte di castello
La Legge 158/2020 ha ridotto i componenti delle Giunte di Castello:
- Acquaviva: 6 membri
- Borgo Maggiore: 8 membri
- Chiesanuova: 6 membri
- Domagnano: 8 membri
- Faetano: 6 membri
- Fiorentino: 8 membri
- Città di San Marino: 8 membri
- Montegiardino: 6 membri
- Serravalle: 8 membri

## Numero componenti
- Legge 75/1979: 15 membri peri Castelli con popolazione fino a 2.000 abitanti, 21 membri per i Castelli con popolazione pari o superiore a 2.000 abitanti.
- Legge 112/1988: 11 membri per i Castelli con popolazione fino a 2.000 abitanti, 17 membri per i Castelli con popolazione pari o superiore a 2.000 abitanti.
- Legge 22/1994: 7 membri per i Castelli con popolazione fino a 2.000 abitanti, 9 membri per i Castelli con popolazione pari o superiore a 2.000 abitanti.
- Legge 158/2020: 6 membri per i Castelli con popolazione inferiore a 2.500 abitanti, 8 membri per i Castelli con popolazione pari o superiore a 2.500 abitanti.